# Ракети-носії SpaceX
SpaceX виробляє ракети-носії як постачальник послуг запуску, а також для різних дослідницьких цілей. Станом на 2022 рік SpaceX виробляє та експлуатує ракети-носії середньої вантажопідйомності Falcon 9 Full Thrust та ракети-носії великої вантажопідйомності Falcon Heavy і завершує розробку і тестування надважкої ракети-носія Starship.

## Розроблені носії в хронологічному порядку

### Falcon 1
Перший запуск ракети Falcon 1 планувався на авіабазі Ванденберґ. Запуск носія був перенесений з VAFB через затримки і, в кінцевому підсумку, 24 березня 2006 року стартував з атола Кваджалейн, що на Маршаллових островах. Для Випробувального центру імені Рейгана, з якого відбувся пуск, це була перша спроба виведення ракетою на орбіту вантажу з цього майданчика.
Falcon 1 був невеликим, частково багаторазовим носієм, здатним виводити кілька сотень кілограмів на низьку навколоземну орбіту. Він також функціонував як стенд для розробки концепцій і компонентів для більшої ракети-носія Falcon 9. .
Falcon 1 здійснив свій перший успішний комерційний політ з виведення корисного вантажу на орбіту 13 липня 2009. Це був п'ятий і останній запуск Falcon 1. З п'яти пусків між 2006 і 2009 роками лише 2 були успішними. Falcon 1 став першою приватною рідкопаливною ракетою-носієм, що досягла орбіти.

### Falcon 5
Ракета-носій проміжної вантажопідйомності між Falcon 1 і Falcon 9. Проект було скасовано, оскільки вирішено було зосередитися на проекті Falcon 9.

### Falcon 9

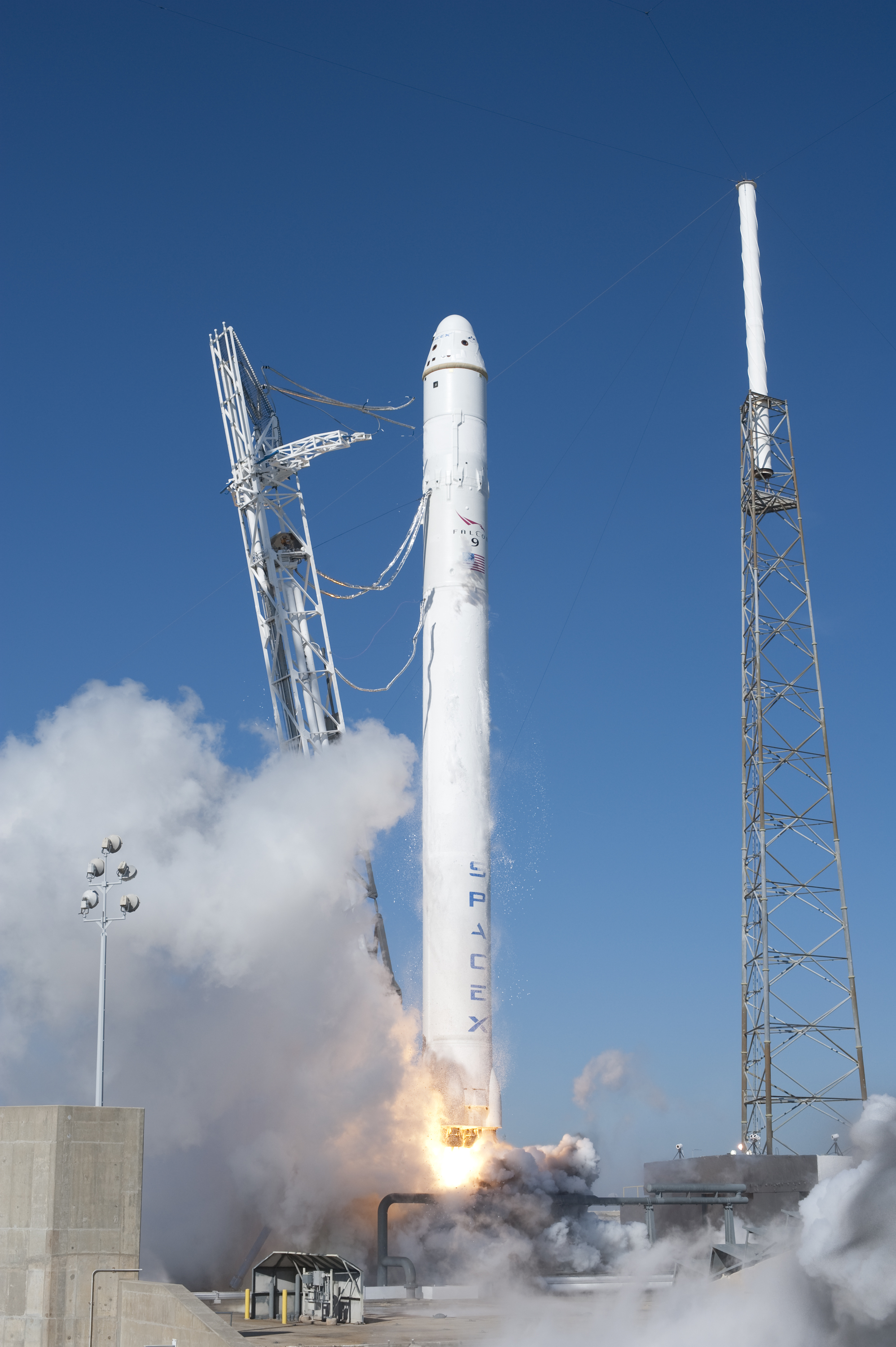
тестовий політ Falcon 9

8 вересня 2005 SpaceX оголосила про розробку Falcon 9 — ракети, що має дев'ять двигунів Merlin на першому ступені і має конкурувати з ракетами Дельта IV і Atlas V. Обидві ступені були розроблені для повторного використання.
Компанія придбала тестувальний майданчик МакГрегор, штат Техас неробочої компанії Белл Ейрспейс, де звела найбільший випробувальний стенд для Falcon 9. 22 листопада 2008 випробувано на стенді дев'ять двигунів Merlin 1С для Falcon 9, які видали потужність 350 метричних тонн-сили (3,4МН) тяги.
Перший носій Falcon 9 був зібраний на мисі Канаверал 30 грудня 2008. Перший політ кілька разів відкладався і відбувся 4 червня 2010, о 2:50 вечора EST Falcon 9 успішно досяг орбіти.
А вже третій старт Falcon 9 22 травня 2010 року COTS Demo Flight 2 успішно вивів вантажний космічний корабель Dragon на орбіту, після чого він стикувався з МКС. Це була перша доставка вантажу на станцію приватною фірмою.
22 грудня 2015 перший ступінь ракети-носія Falcon 9 Full Thrust, яка вивела на орбіту 11 супутників Orbcomm OG2, успішно здійснив посадку на спеціальний майданчик на мисі Канаверал. Це був перший в історії космонавтики запуск ракети-носія, яка вивела на орбіту корисне навантаження та здійснила м'яку посадку на землю.
8 квітня 2016 після виведення на орбіту вантажного корабля Dragon ракета-носій Falcon 9 FT здійснила першу вдалу вертикальну посадку на плавучу в Атлантичному океані платформу ASDS. До успішного запуску 8 квітня Space X зробила дві невдалі спроби посадки першого ступеню повторного використання ракети-носія Falcon 9 на плавучу платформу ASDS. У січні зламалася одна з опор. 4 березня при посадці ступінь ракети зруйнувався.
1 вересня 2016 на майданчику SLC-40 на мисі Канаверал під час заливання ракетного палива стався вибух ракети Falcon 9. Ракету із супутником ізраїльської компанії «Spacecom Ltd» було втрачено, постраждалих немає. У результаті інциденту стартову платформу частково зруйновано.
14 січня 2017 тридцятий запуск було успішно здійснено зі стартового майданчика SLC-3 на базі Ванденберг у Каліфорнії. Ракета-носій Falcon 9 вивела на орбіту одразу 10 супутників Iridium NEXT 1-10, а перший ступінь успішно повернувся на плавучу платформу в Тихому океані ASDS.
6 березня 2018 р. Компанія SpaceX успішно здійснила запуск ракети-носія Falcon 9 з іспанським супутником зв'язку Hispasat 30W-6 вагою близько шести тонн.
19 квітня 2018 року SpaceX провела успішний запуск космічного телескопа TESS, мисливця за екзопланетами наступного покоління. Запуск був проведений за допомогою ракети-носія Falcon 9, яка стартувала з космодрому на мисі Канаверал. Телескоп TESS під час виконання своєї основної наукової місії простежить за більш ніж 200 тисячами найяскравіших зірок, що знаходяться по сусідству в Сонячною системою, і буде шукати планети, використовуючи традиційний транзитний метод.
20 січня 2021 року SpaceX запустила восьмий раз один і той же перший ступінь, вивівши на орбіту супутники Starlink, це був 105-й запуск ракет покоління Falcon 9. Перед цим ще один ступінь полетів 7 раз.

### Falcon 9 Full Thrust
Falcon 9 Full Thrust — також відомий як Falcon 9 v1.2 — третя версія SpaceX Falcon 9 орбітального ракети-носія. Проектувалась у 2014—2015, запуски розпочались у грудні 2015. Планується здійснити більше 50 запусків за період 2017—2019. У грудні 2015 версія Falcon 9 Full Thrust здійснила перший запуск на орбіту з вертикальним приземленням першого багаторазового ступеня.
Falcon 9 Full Thrust — це суттєво оновлена версія ракети-носія Falcon 9 v1.1, який здійснив останній політ у січні 2016 року. Були вдосконалені двигуни першого і другого ступеня, збільшений паливний бак другого ступеня і паливне ущільнення, носій здатен виводити корисне навантаження на геостаціонарну орбіту і здійснювати приземлення для повторного використання.

### Falcon 9 Block 5
Фінальна модифікація ракети Фалькон 9. В новій модифікації буде збільшена тяга на всіх двигунах, вдосконалені посадкові стійки, буде покращення багаторазового першого ступеня і багато інших.

### Falcon Heavy
Ракета-носій Falcon Heavy заявлена найпотужнішою діючою ракетою у світі на момент майбутнього запуску. Розробляється, перший політ призначений на листопад 2016. Перенесено на листопад 2017, а потім на грудень 2017 року. У грудні Ілон написав у твітері, що запуск відбудеться у січні 2018. Ракета стартувала 6 лютого 2018 року і запустила на ГЦО автомобіль Tesla Roadster Ілона Маска.

### Starship
10 грудня 2020 року SpaceX провела масштабні льотні випробування прототипу міжпланетного багаторазового космічного корабля Starship SN8. Запуск та підйом на 12,5 кілометрів і точне управління закрилками ракети до точки посадки пройшли вдало, але через замалий тиск палива один з трьох двигунів не працював, тому швидкість приземлення була завеликою. Прототип космічного корабля вдарився об майданчик для посадок і вибухнув.
7 січня 2021 року SpaceX провела передстартовий запуск прототипу міжпланетного багаторазового космічного корабля Starship SN9. Для виправлення проблеми, яка стала причиною аварії SN8, були внесені «незначні зміни». Двигуни прототипу, який встановлено на пусковому комплексі в містечку Бока Чика, штат Техас, вдало пройшли вогневі випробування. Проте сам запуск закінчився вибухом.
Станом на березень 2021 року було зроблено кілька тестових запуски корабля Starship (SN8, SN9 та SN10). Три з них на висоту 10-12 км. Перші два такі запуски пройшли вдало, проте під час посадки кораблі вибухали. Останній раз 3 березня 2021 року Starship SN10 хоч і приземлився вдало, але через 2 хв після посадки вибухнув.

## Таблиця порівняння
| Варіант носія виведення                 | Falcon 1                                                          | Falcon 1e           | Falcon 9 | Falcon Heavy                                                   |
| --------------------------------------- | ----------------------------------------------------------------- | ------------------- | --- | -------------------------------------------------------------- |
| Перший ступінь                          | 1 × Merlin1A (2006—2007); 1 x Merlin #Merlin1C Merlin1C (2008 ff) | 1 x Merlin 1C       | 9 × Merlin 1C | 3 прискорювачі з 9 × Merlin 1C                                 |
| Другий ступінь                          | 1 × Kestrel                                                       | 1 x Kestrel         | 1 × Merlin | 1 × Merlin 1C Vacuum                                           |
| Висота (max; М.)                        | 21,3                                                              | 26,83               | 50 або 54 | 54                                                             |
| Діаметр (М.)                            | 1,7                                                               | 1,7                 | 3,6 | 3,6                                                            |
| Стартова тяга (kN)                      | 318                                                               | 454                 | 3400 | 12258                                                          |
| Стартова маса (Тонна)                   | 27,2                                                              | 38,56               | 325 | 885                                                            |
| Діаметр обтічникаа (м.)                 | 1,5                                                               | 1,71                | 3,6 або 5,2 | 5,2                                                            |
| Корисне навантаження (НОО; кг)          | 570                                                               | 1010 (430 до SSO)   | 9900 | 27500                                                          |
| Корисне навантаження (ГПО; кг)          | —                                                                 | —                   | 4900 | 12000                                                          |
| Вартість запуску (Млн. USD)             | 6,7                                                               | 9,1                 | 2005 оголошено що 27 з обтікачем діаметром 3,7 м; 35 з обтікачем діаметром 5,5 м на НОО. 2009 заявлялось: 44 чи 49,5 на НОО чи ГПО з обтікачем діаметром 5,2 м. | 95 до НОО або між 55 і 95 (залежить від маси супутника) до ГПО |
| Мінімальна Вартість/кг (НОО; USD)       | 11754                                                             | 9010 (21163 до ССО) | 4737 | 3273                                                           |
| мінімальна Вартість/кг (ГПО; USD)       | —                                                                 | —                   | 10903 | 7826                                                           |
| Коефіцієнт надійності (успішних/всього) | 2/5                                                               | —                   | 2/2 | —                                                              |

1. ↑  https://rocketrundown.com/home/rocket-index/spacex/falcon-1-spacex/
2. ↑  NASA – SpaceX Successfully Launches Falcon 1 to Orbit. www.nasa.gov (англ.). 28 вересня 2008. Архів оригіналу за 3 вересня 2021. Процитовано 30 грудня 2021.
3. ↑  Canadian Press (22 травня 2012). Private SpaceX rocket blasts off for space station Cargo ship reaches orbit 9 minutes after launch. CBC News. Архів оригіналу за 13 березня 2017. Процитовано 1 березня 2017.
4. ↑  SpaceX уперше вдалося посадити ступінь ракети Falcon 9 // Укрінформ. — 22.12.2015
5. ↑  Ракету Falcon 9 впервые успешно посадили на плавучую платформу
6. ↑  Маск розповів подробиці вибуху Falcon 9 на пусковий платформі. УНІАН. 01.09.2016. Процитовано 02.09.2016.
7. ↑  SpaceX успішно запустила ракету-носій Falcon 9. 24tv.ua. 14.01.2017. Процитовано 14.01.2017.
8. ↑  SpaceX запустила ракету з іспанським супутником зв'язку
9. ↑  «SpaceX successfully launches NASA's next-gen exoplanet-hunter» New Atlas, April 19, 2018
10. ↑  Одна й та сама ракета SpaceX ВВОСЬМЕ доставила вантаж на орбіту, УП, 21 січня 2021
11. ↑  B. de Selding, Peter (16 жовтня 2015). SpaceX Changes its Falcon 9 Return-to-flight Plans. SpaceNews. Процитовано 27 січня 2016. It can then use the extra muscle to return the rocket’s first stage to a landing platform even after missions to geostationary orbit. The Falcon v1.1, which will be used only once more, for a low-orbit mission for NASA, does not have sufficient power to perform a geostationary transfer orbit mission and a return of the rocket’s first stage, a maneuver that consumes substantial fuel on its own.
12. ↑  First flight of SpaceX Falcon Heavy moves to NET November 2016. SpaceFlight Insider (амер.). 13 березня 2016. Архів оригіналу за 29 травня 2016. Процитовано 28 травня 2016.
13. ↑  @elonmusk (28 липня 2017). Сторінка Ілона Маска у Twitter (Твіт)  (амер.). Процитовано 17 серпня 2017 — через Твіттер.
14. ↑  Ілон Маск анонсував перший запуск ракети Falcon Heavy у космос. Процитовано 3 грудня 2017.
15. ↑  Це може бути моментом відкриття SpaceX космосу для всіх. Eric Berger. arstechnica.com. 7 лютого 2018. Процитовано 7 лютого 2018.(англ.)
16. ↑  SpaceX показала уламки космічного корабля Starship SN8, який розбився при посадці
17. ↑  SpaceX провела передстартовий запуск двигунів корабля Starship SN9
18. ↑  SpaceX показала уламки Starship SN10, який вибухнув після посадки, УП, 5 березня 2021
19. ↑  Космічний корабель Ілона Маска Starship вперше вдало приземлився… а потім вибухнув, УП, у березня 2021